# Recettore dei glucocorticoidi
Il recettore per i glucocorticoidi (GRα) è un recettore intracellulare, appartenente alla superfamiglia dei recettori nucleari e più precisamente è un recettore situato a livello citoplasmatico, legato a complessi di proteine inibitorie dello shock termico, siglate Hsp90 e Hsp56 (PM=90 e PM=56).
Una volta che il glucocorticoide è entrato nella cellula, molto probabilmente per diffusione passiva, a seguito del legame con il recettore GRα si verifica un cambiamento conformazionale tale per cui si determina il distacco della proteina inibitrice, e la formazione di un dimero. A seguito di questo evento il complesso citoplasmatico può migrare nel nucleo, dove va a legarsi a delle specifiche sequenze di riconoscimento in grado di riconoscere tali complessi. Le sequenze di riconoscimento per i glucocorticoidi prendono il nome di elementi responsivi glucocorticoidi (GRE, Glucocorticoids Responsive Elements). Una volta che lo steroide si lega a tali frequenze, può partire la trascrizione. L'mRNA viene tradotto in proteine regolatrici.
I recettori possono essere riciclati con un meccanismo ATP-dipendente e combinati nuovamente con le HSP nel citoplasma.
Oltre al recettore GRα è stato identificato un recettore GRβ, ma quest'ultimo in vivo non sembrerebbe funzionare come recettore per i glucocortcoidi, sebbene in determinate circostanze sia in grado di modulare l'azione del recettore GRα.
Il recettore GRα consta di 777 amminoacidi ed è stato ritrovato in quasi tutti i tessuti.